# Quarto Centenário
Quarto Centenário é um município brasileiro do estado do Paraná, localizada na Região de Goioerê. Sua população, conforme estimativas do IBGE de 2018, era de 4 560 habitantes.

## História
As origens do município ocorrem quando Vital Jacinto de Souza estabeleceu-se na região em 1953. Em 1954, a localização passou a ser conhecida como patrimônio “Barro Branco”, pertencente à cidade de Campo Mourão. A colonização do futuro distrito desenvolve-se com o passar dos anos, principalmente após a chegada das famílias de João Gonçalves Mendes, Amário Soares da Cunha, João Ambrósio da Silva, Reinaldo Krachinski e Jeová Abílio Ramos, na localização já denominada de Gato Preto, em referência ao botequim de mesmo nome.
Em 23 de setembro de 1964, foi elevada à categoria de distrito, pertencente à cidade de Goioerê, já com nome de Quarto Centenário, em homenagem ao Quarto Centenário da cidade de São Paulo, uma iniciativa de Casemiro Gonçalves Moleiro.
Em 29 de abril de 1992 foi elevado à categoria de município.

## Economia
A economia da região é representada pela agricultura, nas plantações de soja, milho, trigo. Possui poucas indústrias, sendo as mais importantes a Coagel Cooperativa Integrada e COAMO, que são cooperativas.